# Fostoria (Iowa)
Fostoria – miasto w Stanach Zjednoczonych, w stanie Iowa, w hrabstwie Clay. W 2000 liczyło 230 mieszkańców.